# Thestor syriaca-splendens
Thestor syriaca-splendens är en fjärilsart som beskrevs av Zopp 1954. Thestor syriaca-splendens ingår i släktet Thestor och familjen juvelvingar. Inga underarter finns listade i Catalogue of Life.